# Vinice (Městec Králové)
Vinice je vesnice v okrese Nymburk, která je součástí obce Městec Králové. Nachází se asi 2,1 km na sever od Městce Králového. Na jihu vesnici obtéká Štítarský potok. Je zde evidováno 53 adres.

## Historie
První písemná zmínka o vesnici pochází z roku 1654.
Ve vsi byly v roce 1932 evidovány tyto živnosti a obchody: dva hostince, kovář, dva tesařští mistři, obchod se smíšeným zbožím a trafika.

## Pamětihodnosti
- Usedlost čp. 9

## Galerie

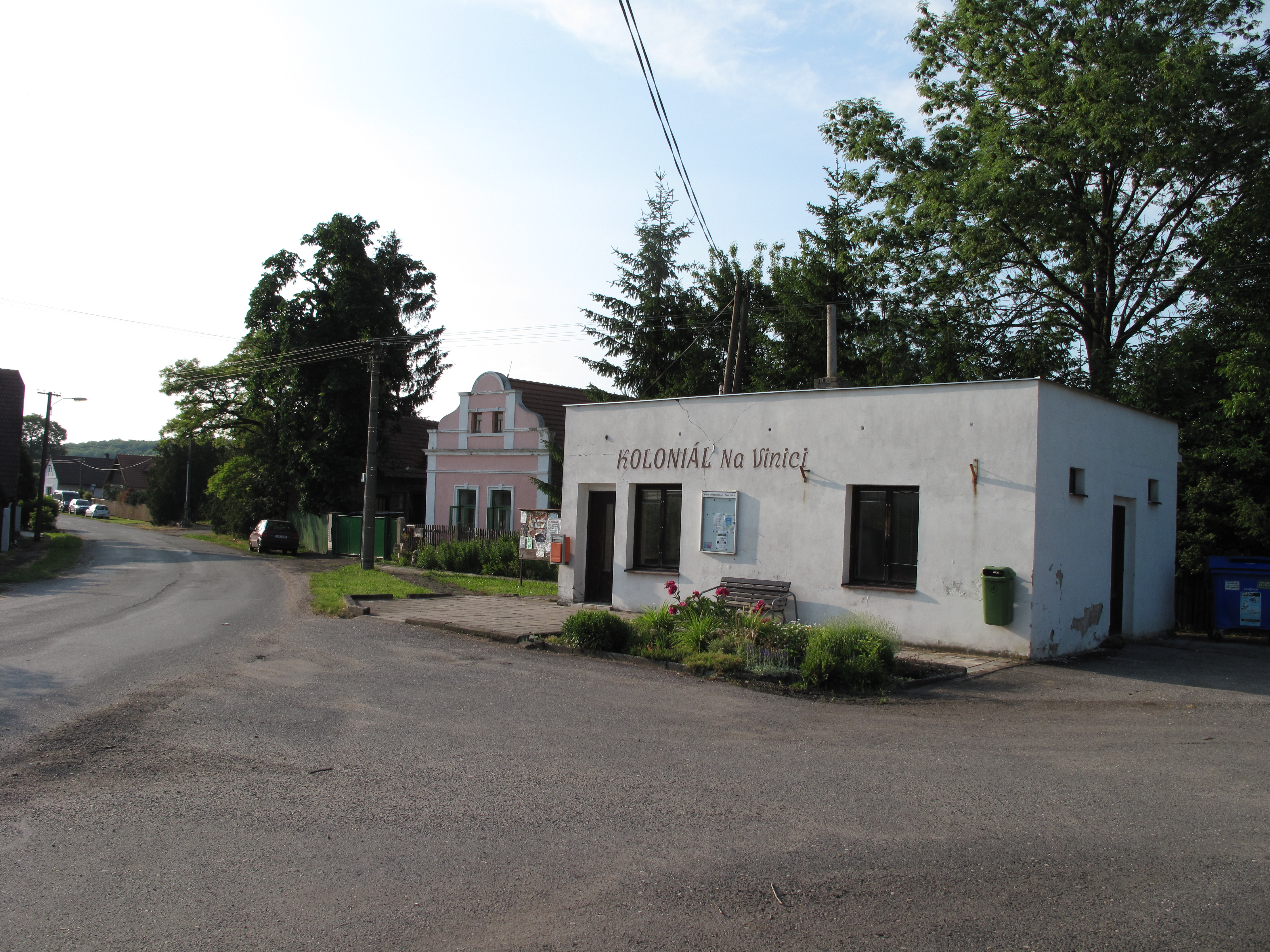
Prodejna
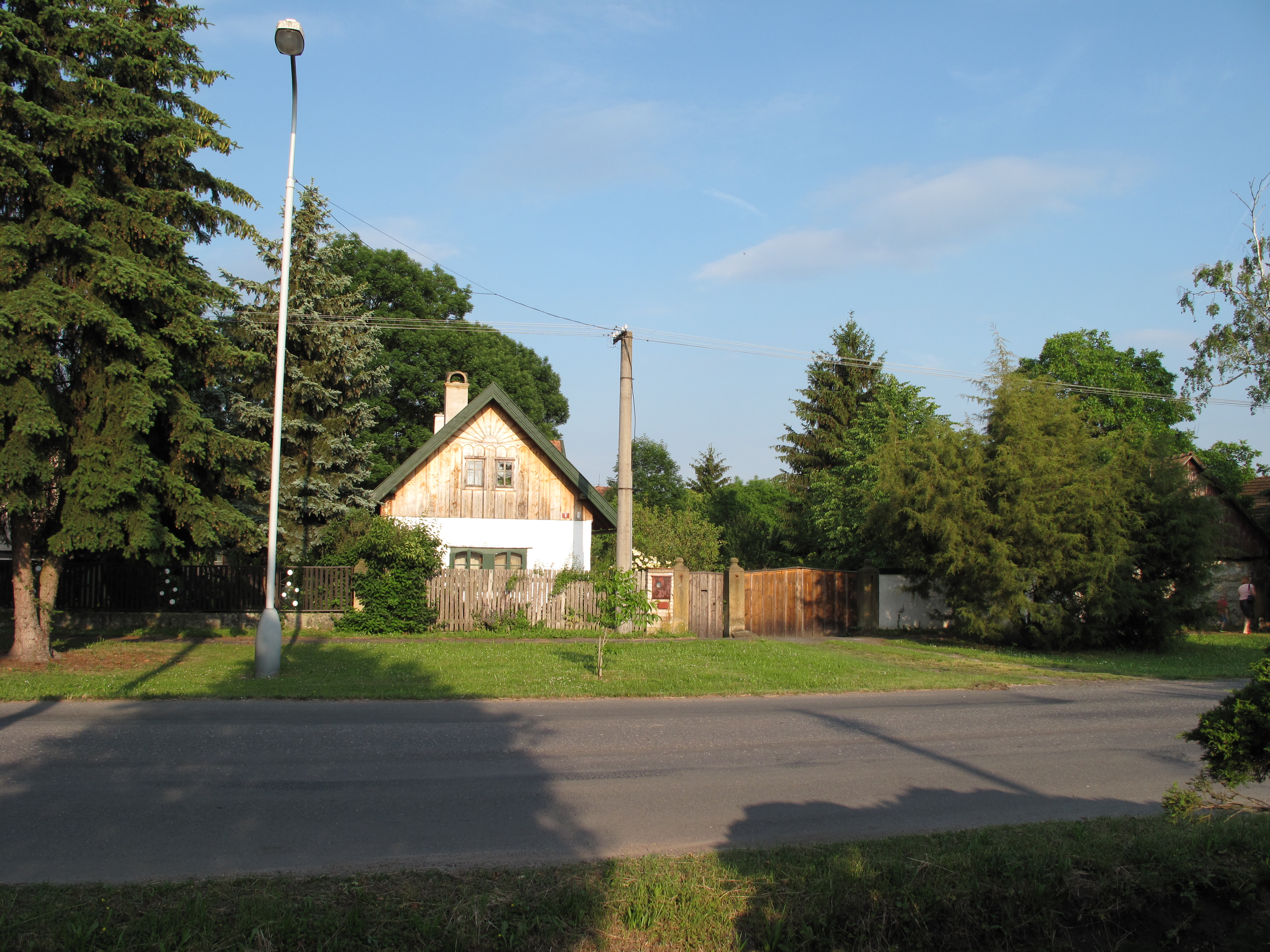
Dům
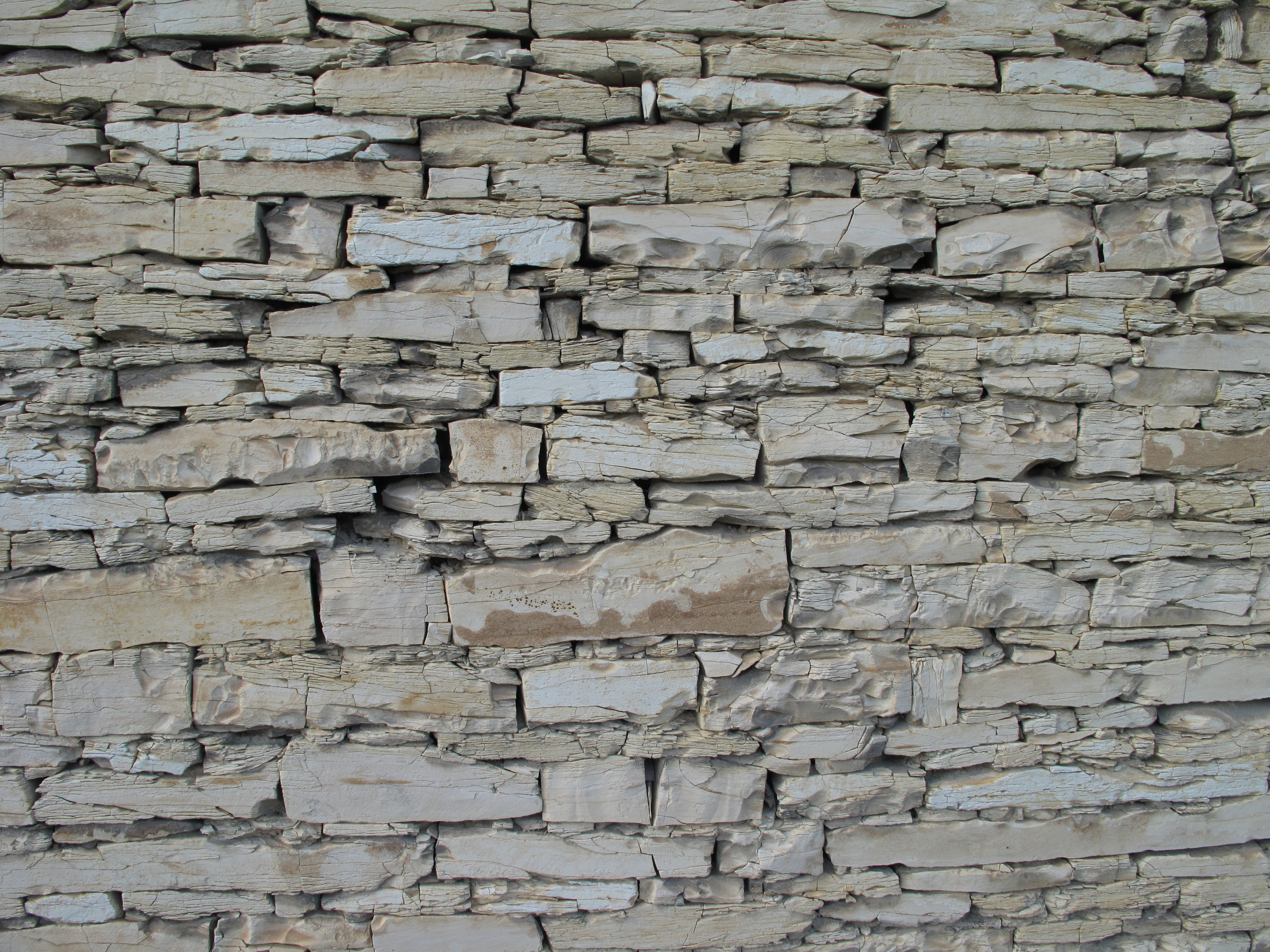
Zeď stodoly